# Амар Рахманович
Амар Рахманович (босн. Amar Rahmanović, нар. 13 травня 1994, Тузла) — боснійський футболіст, півзахисник клубу «Крила Рад» (Самара) та національної збірної Боснії і Герцеговини.

## Клубна кар'єра
У дорослому футболі дебютував 2010 року виступами за команду «Слобода» зі свого рідного міста Тузла, в якій провів два сезони, взявши участь у 16 матчах чемпіонату.
Після того як а підсумками сезону 2011/12 його рідна команда вилетіла з вищого дивізіону, Рахманович перейшов у сербський «Нові-Пазар». Втім у новій команді боснієцб не зміг закріпитись в основі, зігравши лише 12 ігор чемпіонату, тому наступного року повернувся га батьківщину і сезон 2013/14 провів у «Олімпіку» (Сараєво).
Влітку 2014 року нападник перебрався до Хорватії в «Істру 1961». Втім і цього разу за кордоном Амару заграти не вдалось і до кінця року футболіст лише 6 разів виходив на поле. Через це у січні 2015 року він переїхав до Словенії, уклавши угоду з місцевим «Копером». З командою 2015 року виграв Кубок та Суперкубок Словаччини.
У січні 2016 року Рахманович перейшов до «Марибора», зігравши сім разів у чемпіонаті і один раз у кубку до кінця сезону. Після ще одного виступу на початку сезону 2016/17 півзахисник перебрався до іншої місцевої команди «Целє» в серпні 2016 року. Тут боснієць провів 15 ігор чемпіонату і забив 3 голи в чемпіонаті до кінця сезону.
20 червня 2017 року Рахманович підписав дворічний контракт із «Сараєво». 20 грудня 2018 року Рахманович продовжив контракт із клубом до червня 2021 року. Свій перший трофей він виграв із «Сараєво» 15 травня 2019 року, після того як «Сараєво» обіграло «Широкі Брієг» у фіналі та виграло Кубок Боснії 2018/19. Через три дні після фіналу кубка, 18 травня 2019 року, Рахманович також виграв чемпіонський титул із клубом після того, як «Сараєво» обіграло «Звієзду 09» з рахунком 4:0 удома. 1 червня 2020 року він виграв свій другий чемпіонський титул із «Сараєво» після того, як сезон боснійської Прем'єр-ліги 2019/20 був достроково завершений через пандемію COVID-19 у Боснії та Герцеговині. Всього Рахманович відіграв за команду з боснійської столиці три з половиною сезони своєї ігрової кар'єри, провівши 102 в усіх турнірах, в яких забив 28 голів.

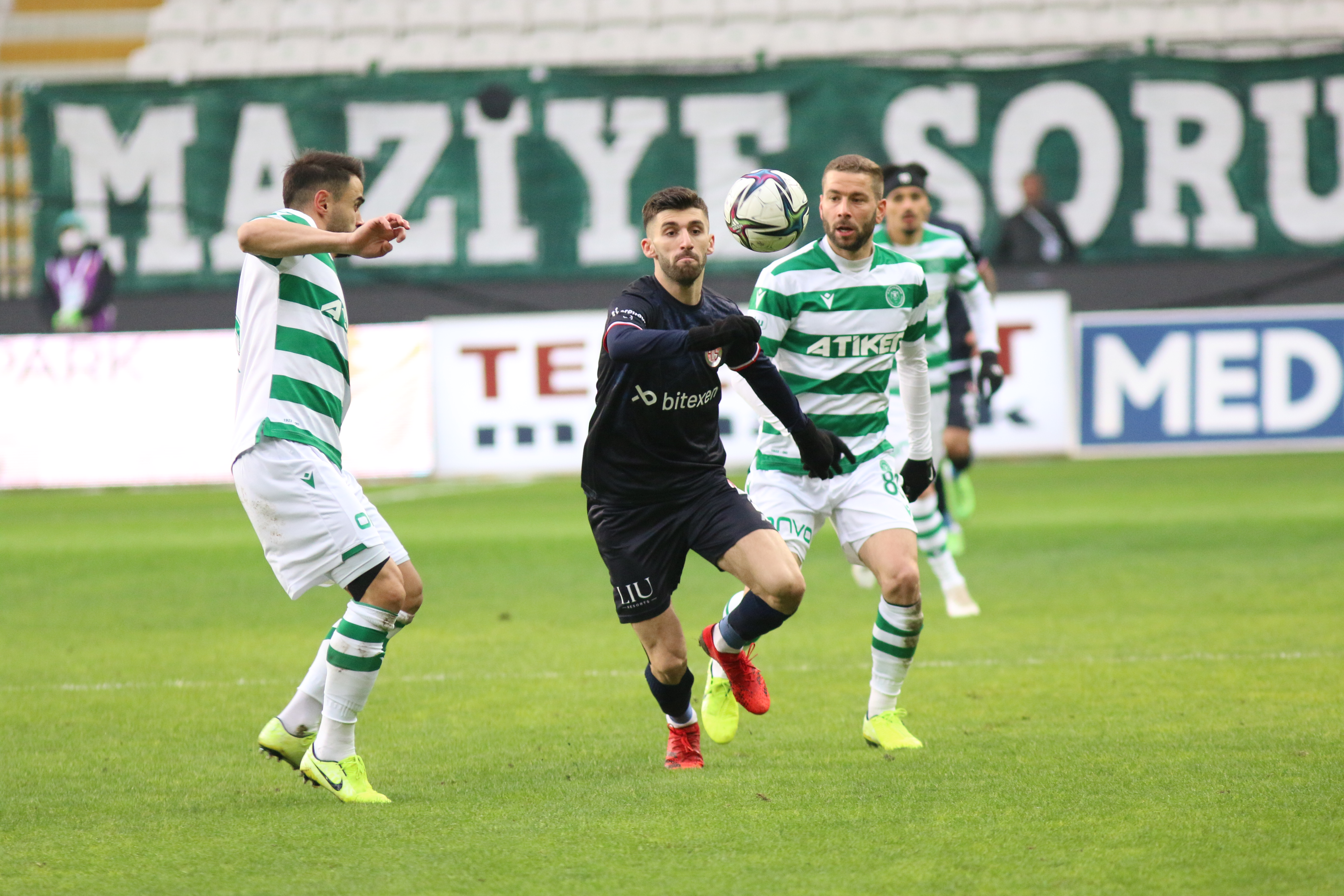
Амар Рахманович під час виступів за «Коньяспор». 2021 рік.

19 січня 2021 року Рахманович підписав контракт терміном на півтора роки з можливістю продовження ще на один рік із клубом турецької Суперліги «Коньяспором» і дебютував через п'ять днів, 24 січня, у матчі чемпіонату проти «Антальяспора». У Коньї він провів 18 матчів у Суперлізі до кінця сезону, а у наступному сезоні 2021/22 провів 31 гру, в яких забив шість голів.
На початку сезону 2022/23 він провів ще п'ять ігор за «Коньяспор», а 7 вересня 2022 року переїхав до Росії в самарські «Крила Рад». Станом на 25 листопада 2023 року відіграв за клуб 30 матчів в національному чемпіонаті.

## Виступи за збірні
2010 року дебютував у складі юнацької збірної Боснії і Герцеговини (U-17). Влітку 2013 року з командою до 19 років поїхав на футбольний турнір на Середземноморських іграх, на яких його збірна посіла п'яте місце. Загалом на юнацькому рівні взяв участь у 13 іграх, відзначившись 2 забитими голами.
2015 року залучався до складу молодіжної збірної Боснії і Герцеговини. На молодіжному рівні зіграв у 3 офіційних матчах.
12 листопада 2020 року дебютував в офіційних матчах у складі національної збірної Боснії і Герцеговини у товариській грі проти Ірану (0:2). 13 жовтня 2023 року Рахманович забив свій перший міжнародний гол у матчі відбору на Євро-2024 проти Ліхтенштейну (2:0).

## Титули і досягнення
- Володар Кубка Словенії (2):

«Копер»: 2014/15
«Марибор»: 2015/16
- Володар Суперкубка Словенії (2):

«Копер»: 2015
- Чемпіон Боснії і Герцеговини (2):

«Сараєво»: 2018/19, 2019/20
- Володар Кубка Боснії і Герцеговини (1):

«Сараєво»:  2018/19
| Дата       | Місто     | Господарі            | Результат | Гості                | Турнір                               | Голи | Примітки |
| ---------- | --------- | -------------------- | --------- | -------------------- | ------------------------------------ | ---- | -------- |
| 12-11-2020 | Зениця    | Боснія і Герцеговина | 0 – 2     | Іран                 | товариський матч                     | -    | 81'      |
| 15-11-2020 | Амстердам | Нідерланди           | 3 – 1     | Боснія і Герцеговина | Ліга націй УЄФА 2020-2021 - 1-й етап | -    | 78'      |
| 18-11-2020 | Сараєво   | Боснія і Герцеговина | 0 – 2     | Італія               | Ліга націй УЄФА 2020-2021 - 1-й етап | -    | 79'      |
| 27-3-2021  | Зениця    | Боснія і Герцеговина | 0 – 0     | Коста-Рика           | товариський матч                     | -    | 46'      |
| 25-3-2022  | Зениця    | Боснія і Герцеговина | 0 – 1     | Грузія               | товариський матч                     | -    | 76'      |
| 13-10-2023 | Вадуц     | Ліхтенштейн          | 0 – 2     | Боснія і Герцеговина | Відбір до ЧЄ 2024                    | 1    |          |
| 16-10-2023 | Зениця    | Боснія і Герцеговина | 0 – 5     | Португалія           | Відбір до ЧЄ 2024                    | -    | 46'      |
| Усього     |           | Матчів               | 7         |                      | Голів                                | 1    |          |